# 丈競山
丈競山（たけくらべやま）は、福井県坂井市にある山塊である。北峰（964.3m）と南峰（1,045m）の2峰からなる双耳峰である。

## 由来
北南2つのピークを持つ双耳峰で、名のとおり山と山の背比の山で、このような伝説は各地に存在するが、「日本山名辞典」でも一山で背比べの名がつく山は丈競山唯一である。
南峰には宝暦2年（1752年）白山大権現の祠があり白山信仰の山でもあった。
山頂からの展望も良いことから、住民だけではなく、多くの参拝者や登山客が訪れる。

## 周辺の山
- 浄法寺山（1,052.8m）
- 冠岳（838m）